# Kono Naoto
Naoto Kono (sinh ngày 9 tháng 9 năm 1985) là một cầu thủ bóng đá người Nhật Bản.

## Sự nghiệp câu lạc bộ
Naoto Kono đã từng chơi cho Nagoya Grampus Eight, Avispa Fukuoka, Sanfrecce Hiroshima và FC Gifu.